# Marcel·lí Antúnez Roca
Marcel·lí Antúnez Roca (Moyá, 13 de diciembre de 1959) es uno de los artistas más reconocidos de España en el uso de las tecnologías digitales en el campo de la performance mecatrónica y la instalación.

## Trayectoria artística

### La Fura dels Baus (1979-1989)
Mientras cursaba sus estudios de Bellas Artes en la Universidad de Barcelona, Marcel•lí Antúnez fue cofundador, junto con Carles Padrissa, Pere Tantinyà, Quico Palomar, y Teresa Puig del colectivo La Fura dels Baus. Formó parte del mismo, desde 1979 hasta 1989, como Performer, músico y coordinador artístico en las tres primeras performances del grupo. Se trata de la trilogía Accions (1984), Suz /o /Suz (1985) y Tier Mon (1988), performances impactantes de carácter ritual que rompen la distancia entre el espacio escénico y del espectador y donde se funden música y acción.

### Los Rinos (1985-1992)
Con Sergi Caballero y Pau Nubiola fundó el colectivo Los Rinos, cuyos primeros objetivos giraban en torno al grafiti. Más adelante su actividad se extendió a otros formatos, desde la acción pictórica hasta el vídeo performance, el concierto y la instalación mural. Como ejemplo de esta última puede citarse Rinodigestió (1987), un sistema de cajas de madera y cristal conectadas entre sí que contenían materia orgánica en descomposición. 

### Trayectoria en solitario (1992-actualidad)
Desde 1992 Marcel•lí Antúnez ha desarrollado, en solitario, toda una serie de obras en diferentes formatos. En ellas se aprecia el interés del artista por la biología, la tecnología, la sociedad, la cultura. Utilizando el dibujo y la pintura como base de su obra para la plasmación de ideas, como él mismo explica en varias publicaciones y en el documental El Dibuixant, ha utilizado técnicas tan diversas como la escultura interactiva –de materiales tanto orgánicos como artificiales-, el cultivo de microorganismos y, sobre todo, la fusión de la puesta en escena –performance- con la interactividad y elementos propiamente cinematográficos como la animación y la proyección múltiple de pantallas y sistemas de sonido.

### Performances mecatrónicas y cine expandido
- Epizoo (1994)

- Afasia (1998)

- POL (2002)

- Transpermia (2003)

- Protomembrana (2006)

- Hipermembrana (2007)

### Instalaciones
- JoAn, l’home de carn (1992)

- La vida sin amor no tiene sentido (1993)

- Agar (1999)

- Alfabeto (1999)

- Requiem (1999)

- Human Machine (2001)

- Metzina (2004)

- Tantal (2004)

- DMD Europa (2007)

- Metamembrana (2009)

### Exposiciones
- Epifania (1999)

- Interattività furiosa (2007)

- 43 somni de la raó (2007)

- Outras peles (2008)

- Hibridum Bestiarium (2008)

- Salón de Juegos (2009)

### Películas
- Retrats (1993)

- Frontón. El hombre navarro va a la Luna (1993)

- Satèl•lits Obscens (2000)

- El Dibuixant (2005)

## Neologismos
Marcel·lí Antúnez ha acuñado una serie de neologismos relativos a sus creaciones. Algunos de ellos son los siguientes:
Dreskeleton: componente escénico activo conectado a un ordenador y a un software original creado por el artista con el propósito de controlar las dinámicas e interacciones entre los diferentes elementos de escena.
Sistematurgia: dramaturgia de los sistemas computacionales.
Fembrana: vestido con sensores de rango, posición y tacto que están embutidos en unas prótesis grotescas de látex.

## Premios
- Primer premio en el Festival Étrange (París, 1994), por Frontón

- Best New Media en Nouveau Cinéma et Nouveaux Médias (Montreal, 1999), por Afasia

- Premio Max al Teatro Alternativo (España, 2001), por Afasia

- Premio FAD (Barcelona, 2001), por Afasia

- Mención de Honor en el Prix Ars Electronica (2003), por POL

- Premi Ciutat de Barcelona en el apartado multimedia (2004), por Mondo Antúnez